# Régnier II de Hainaut
Régnier II, né vers 890, mort avant 940 et probablement vers 932, est comte de Hainaut de 925 à sa mort. Il est le fils de Régnier Ier de Hainaut, comte de Hainaut et marquis en Lotharingie, et d'Albérade.
Son père est comte du Hainaut mais le perd à la suite d'une disgrâce, puis la Lotharingie passe aux mains du roi de Francie Occidentale. Ce n'est qu'en 925, quand Henri l'Oiseleur annexe la Lotharingie que Régnier peut devenir comte de Hainaut. Son frère aîné Gislebert comte du Maasgau devient peu après duc de Lotharingie.
Ses enfants sont remis en otage en 924 à leur oncle Gislebert, les deux frères s'étant brouillés pour une raison restée inconnue. Régnier aidé de son allié Bérenger, comte de Namur, attaque Gislebert pour libérer ses enfants. Le Hainaut est ravagé au cours de la guerre qui s'ensuit.

## Mariage et enfants
Sa femme n'est pas connue. Certains historiens ont émis l'hypothèse d'une épouse fille de Wigéric de Bidgau, partant de l'indication que le mariage entre Régnier V de Hainaut et Mathilde de Verdun faillit ne pas être célébré en raison de la consanguinité entre les deux époux. Mais la méconnaissance de leur ascendance respective ne permet pas d'affirmer que la parenté passe obligatoirement par l'épouse de Régnier II et l'absence de prénoms Wigérides parmi les enfants font que cette hypothèse n'est plus suivie.
Une autre hypothèse a été émise. Un document la donnait comme sœur d'un comte Boson, peut être Alix. Certains historiens ont identifié ce dernier au Boson frère de Raoul (ou Rodolphe), duc de Bourgogne et roi de France, expliquant l'apparition du prénom Rodolphe, parmi les enfants de Régnier, mais cette hypothèse n'est pas non plus retenue par les historiens.
Régnier II a pour enfants :
- Régnier III, mort après 958, comte de Hainaut ;
- Rodolphe, comte en Maasgau et en Haspengau ;
- Liéthard ;
- une fille mariée à Nevelong (en) († 953), comte en Betuwe.

## Sources
- L. Vanderkindere, « Régnier II », Académie royale de Belgique, Biographie nationale, vol. 18, Bruxelles, 1905 [détail des éditions], p. 875.
- Jean Baptiste David, « Manuel de l'histoire de Belgique », sur google play, 1853 (consulté le 15 septembre 2015).